# Claude Whittindale
Claude Whittindale (1881 - 10. februar 1907) var en britisk rugbyspiller som deltog i OL 1900 i Paris.
Whittindale vandt en sølvmedalje i rugby under OL 1900 i Paris. Han var med på det britiske rugbyhold som kom på en delt andenplads i rugbyturneringen.
Hans bror Raymond Whittindale var også med på holdet.